# Margaretha
Margaretha è un comune (ressort) del Suriname di 781 abitanti sulla costa dell'Oceano Atlantico presso la foce del fiume Suriname.